# Paraplesiops bleekeri
Paraplesiops bleekeri es una especie de peces de la familia Plesiopidae en el orden de los Perciformes.

## Distribución geográfica
Es un endemismo del este de Australia.

## Hábitat
Vive en el mar entre los 5 y 15 m de profundidad, en aguas con temperatura entre los 18°C y 22 °C.

## Morfología
Alcanza aproximadamente 23,8 cm de longitud total.